# روديغر ستينزيل
روديغر ستينزيل (بالألمانية: Rüdiger Stenzel)‏ هو منافس ألعاب قوى ألماني، ولد في 16 أبريل 1968 في غلزنكيرشن في ألمانيا.

## وصلات خارجية
- روديغر ستينزيل على موقع الاتحاد الدولي لألعاب القوى (الإنجليزية)
- روديغر ستينزيل على موقع أوليمبيديا (الإنجليزية)